# I ty zostaniesz Indianinem (film)
I ty zostaniesz Indianinem – polski film przygodowy dla młodzieży z 1962 w reż. Konrada Nałęckiego. Scenariusz do filmu powstał na podstawie książki Wiktora Woroszylskiego o tym samym tytule.

## Fabuła
Mirek Kubiak jest uczniem szkoły podstawowej. Tak jak koledzy jest zafascynowany Indianami i chciałby zostać dzielnym Apaczem. Do jego domu przybywa wuj Eligiusz z Ameryki. Chłopiec zostaje wplątany w aferę kryminalną.

## Główne role
- Wojciech Wojciechowski – Mirek Kubiak
- Henryk Borowski – Jerzy Kubiak, tata Mirka
- Kazimierz Brusikiewicz – „Kąpiółka”, członek bandy
- Mirosława Krajewska – Kubiakowa, mama Mirka
- Ewa Godlewska – Małgosia Kubiak, siostra Mirka
- Aleksander Fogiel – wuj Eligiusz czyli „Kolano”, członek bandy
- Irena Kwiatkowska – redaktorka pisma „Kobieta Anioł”
- Zdzisław Leśniak – „Paluch”, członek bandy
- Andrzej May – redaktor Tadeusz Orłowski z pisma „Naprzód Młodości”, narrator filmu
- Wiesław Michnikowski – „Pępuś”, członek bandy
- Andrzej Szalawski – wódz Odważny Żubr
- Andrzej Szczepkowski – Edmund „Szyjka”, członek bandy

## Plenery
- Warszawa, Wolbórz.